# 섬새
섬새는 봄철 한반도에 도래하여 번식하며 여름을 지내는 슴새과의 여름철새이다. 몸길이는 48cm 정도이며, 몸무게는 430~510g 정도이다.

## 형태
부리는 흰색을 띤 회백색이고 홍채는 어두운 갈색이다. 다리는 황백색이며 부척의 바깥쪽과 바깥발가락은 갈색이다. 이마, 머리 위, 뒷머리는 갈색이고 깃털의 끝부분은 흰색을 띤다. 눈앞, 얼굴, 귀깃, 멱은 흰색이며 각 깃털에는 짙은 갈색의 작은 축반이 있다. 턱밑은 흰색이고 목과 어깨깃은 짙은 갈색이다. 등, 허리, 위꼬리덮깃은 짙은 갈색이며 등면 중앙의 깃털과 위꼬리덮깃의 끝부분은 흰색으로 테를 이룬다. 꼬리는 짙은 갈색이다.

## 생활권
번식기에는 섬이나 해안가, 비번식기에는 멀리 떨어진 해안가에서 생활한다.

## 산란처
산란기 6월이 오면 도서지역의 땅에 굴을 파고 해마다 같은 장소에 1개의 알을 산란한다. 섬새들은 낮에는 바다에서 잡은 먹이를 소낭에 저축하였다가 밤에 둥지로 돌아와 새끼를 먹인다. 암수가 함께 포란하며 포란 기간은 51-54일 걸린다.

## 분포권
한국은 독도, 울릉도, 제주도, 추자군도, 사수도, 칠발도, 기타해안에 분포하며, 해외는 일본의 훗카이도 북부도서에서 류쿠남부지역, 중국해안, 필리핀 남쪽, 사할린, 쿠릴 열도 등에 분포한다.

## 먹이
물고기류(정어리, 날치), 두족류, 낙지, 복족류, 해초 등을 먹는다.